# Trichopteryx veritata
Trichopteryx veritata là một loài bướm đêm trong họ Geometridae.